# Pietrotriest Petersburg
Pietrotriest Petersburg (ros. Футбольный клуб «Петротрест» Санкт-Петербург, Futbolnyj Kłub "Pietrotriest" Sankt-Pietierburg) – rosyjski klub piłkarski z siedzibą w Petersburgu.

## Historia
15 grudnia 2001 przez kompanię budowlaną „Pietrotriest” został założony klub o tej samej nazwie. W 2002 klub występował w Amatorskiej Lidze, zajął drugie miejsce i awansował do Drugiej Dywizji, grupy Zachodniej. W 2004 zajął drugie miejsce w swojej grupie i awansował do Pierwszej Dywizji. Jednak zajął przedostatnie 21 miejsce i spadł z powrotem do Drugiej Dywizji. 
19 marca 2007 przed rozpoczęciem sezonu w Drugiej Dywizji, grupie Zachodniej klub został rozwiązany. Miejsce Pietrotriestu w Drugiej Dywizji przejęło Dinamo Petersburg.
W 2011 roku, gdy Dinamo popadło w kłopoty finansowe, Pietrotriest został odrodzony i przystąpił do gry w Drugiej Dywizji, z której awansował do Pierwszej Dywizji. Gdy po sezonie 2013/14 "nowy" Pietrotriest ostatecznie przestał istnieć jego miejsce znów przypadło Dinamowcom.

## Osiągnięcia
- 1 miejsce w Drugiej Dywizji, grupie zachodniej:

2012
- 1/32 finału w Pucharze Rosji:

2006

## Znani piłkarze
- / Andriej Kondraszow
- Mark Švets